# 伊東四朗一座
伊東四朗一座（いとうしろういちざ）は、2004年、伊東四朗と三宅裕司を中心に、ラサール石井、小宮孝泰、小倉久寛、東貴博、春風亭昇太らで結成された演劇ユニット。
公演に伊東が参加しない場合は、伊東を熱海に、四朗を五郎に変え、三宅が座長の「熱海五郎一座（あたみごろういちざ）」となる。

## 概要
- 東京の笑い“軽演劇”を継承すべく、子供からお年寄りまで楽しめる笑いに拘り、作品を創り続けている。
- 当初は『伊東四朗一座』として旗揚げ、一回限りの公演で解散するはずであったが、大きな反響を呼んだことから翌年に再び公演。その後、毎年定期的に公演を行っている。
- 2005年より、渡辺正行が参加。
- 2006年、伊東が参加できなかったことから、『熱海五郎一座』（由来は「伊東」の手前で「熱海」、「四朗」の次で「五郎」）として活動。
- 2008年の公演は『伊東四朗一座』に戻り、2009年と2011年は『伊東四朗一座・熱海五郎一座 合同公演』であった。2012年以降、伊東の参加は無かったが、2023年6月の公演終了後、2024年6月の『熱海五郎一座』公演に伊東が客演することが発表された[1]。
- 2014年、三宅裕司の念願であった新橋演舞場に進出。制作発表では萩本欽一よりビデオメッセージが届いた。
- 2014年より、深沢邦之が参加（東との交互出演）。前説は東が担当しているが、深沢出演回は前説も深沢になる。
- 2014年より、座付き作家として吉高寿男が参加。

## 過去の公演
無印は伊東四朗一座、◎印は熱海五郎一座、☆印は伊東四朗・熱海五郎一座合同公演。
- 旗揚げ解散公演『喜劇 熱海迷宮事件』（2004年、本多劇場）
- 急遽再結成公演『喜劇 芸人誕生物語』（2005年、サンシャイン劇場）
- ◎楽曲争奪ミュージカル『静かなるドンチャン騒ぎ』（2006、サンシャイン劇場）ゲスト：辺見えみり、タカアンドトシ
- ◎『狼少女伝説 TOH!!』（2007年、天王洲銀河劇場）ゲスト：南原清隆
- 帰ってきた座長奮闘公演『喜劇 俺たちに品格はない』（2008年、本多劇場）ゲスト：戸田恵子
- ☆『喜劇 日本映画頂上決戦〜銀幕の掟をぶっとばせ！〜』（2009年、青山劇場）ゲスト：小林幸子、中村メイコ
- ◎三宅裕司座長30周年記念公演『男と女と浮ついた遺伝子』（2010年、サンシャイン劇場、サンケイホールブリーゼ）ゲスト：水野真紀
- ☆三宅裕司生誕60周年記念『こんにちは赤ちゃん』（2011年、赤坂ACTシアター）ゲスト：真矢みき
- ◎三宅裕司舞台復活記念！『落語日本花吹雪〜出囃子は殺しのブルース〜』（2012年、サンシャイン劇場、東京エレクトロンホール宮城）ゲスト：林あさ美
- ◎一座結成10周年記念公演『笑劇のミステリー〜天使はなぜ村に行ったのか〜』（2013年、サンシャイン劇場、森ノ宮ピロティホール）ゲスト：浅野ゆう子
- ◎新橋演舞場進出記念公演『天然女房のスパイ大作戦』（2014年、新橋演舞場）ゲスト：沢口靖子、朝海ひかる
- ◎新橋演舞場進出第二弾『爆笑ミステリー プリティウーマンの勝手にボディガード』（2015年、新橋演舞場）ゲスト：大地真央
- ◎新橋演舞場シリーズ第三弾『熱闘老舗旅館 ヒミツの仲居と曲者たち』（2016年、新橋演舞場）ゲスト：松下由樹、笹本玲奈
- ◎新橋演舞場シリーズ第四弾『フルボディミステリー 消えた目撃者と悩ましい遺産』（2017年、新橋演舞場）ゲスト：藤原紀香
- ◎新橋演舞場シリーズ５周年記念『船上のカナリアは陽気な不協和音〜 Don’t stop singing 〜』（2018年、新橋演舞場）ゲスト：小林幸子
- ◎新橋演舞場シリーズ第6弾 『東京喜劇 翔べないスペースマンと危険なシナリオ～ギャグマゲドンmission～』（2019年、新橋演舞場）ゲスト：高島礼子、橋本マナミ
- ◎新橋演舞場シリーズ第7弾『東京喜劇 熱海五郎一座 Jazzyなさくらは裏切りのハーモニー～日米爆笑保障条約～』(2020年6月2日～30日、新橋演舞場）ゲスト：紅ゆずる、横山由依（AKB48)　＊新型コロナウイルスの感染拡大防止と政府の緊急事態宣言を受け全日程公演中止となった。
- ◎新橋演舞場シリーズ第7弾『東京喜劇 熱海五郎一座 Jazzyなさくらは裏切りのハーモニー～日米爆笑保障条約～』(2021年5〜6月、新橋演舞場）ゲスト：紅ゆずる、横山由依（AKB48) ＊前年公演が全日程中止になったため、同一演目を上演。
- ◎新橋演舞場シリーズ第8弾『任侠サーカス～絆たちの挽歌～』（2022年5～6月、新橋演舞場）ゲスト：浅野ゆう子、塚田僚一（A.B.C.-Z)
- ◎新橋演舞場シリーズ第9弾『幕末ドラゴン～クセ強オンナと時をかけない男たち～』（2023年5～6月、新橋演舞場）ゲスト：檀れい、玉井詩織（ももいろクローバーZ）
- ◎新橋演舞場シリーズ第10弾『東京喜劇 熱海五郎一座 スマイル フォーエバー ～ちょいワル淑女と愛の魔法～』(2024年6月、新橋演舞場）ゲスト：伊東四朗、松下由樹
- ◎新橋演舞場シリーズ第11弾『黄昏のリストランテ ～復讐はラストオーダーのあとで～』（2025年6月、新橋演舞場）ゲスト：羽田美智子、剛力彩芽
- ◎新橋演舞場シリーズ第12弾（2026年6月、新橋演舞場（予定））ゲスト：沢口靖子、野呂佳代